# Portrait d'un homme de la famille Lespinette
Le Portrait d'un homme en prière devant un paysage, aussi appelé « Portrait de La Haye » ou « Portrait d'un homme de la famille Lespinette » est un tableau du peintre primitif flamand Hans Memling, réalisé vers 1480-1485. Il se trouve au Mauritshuis à La Haye aux Pays-Bas, depuis 1895.

## Description

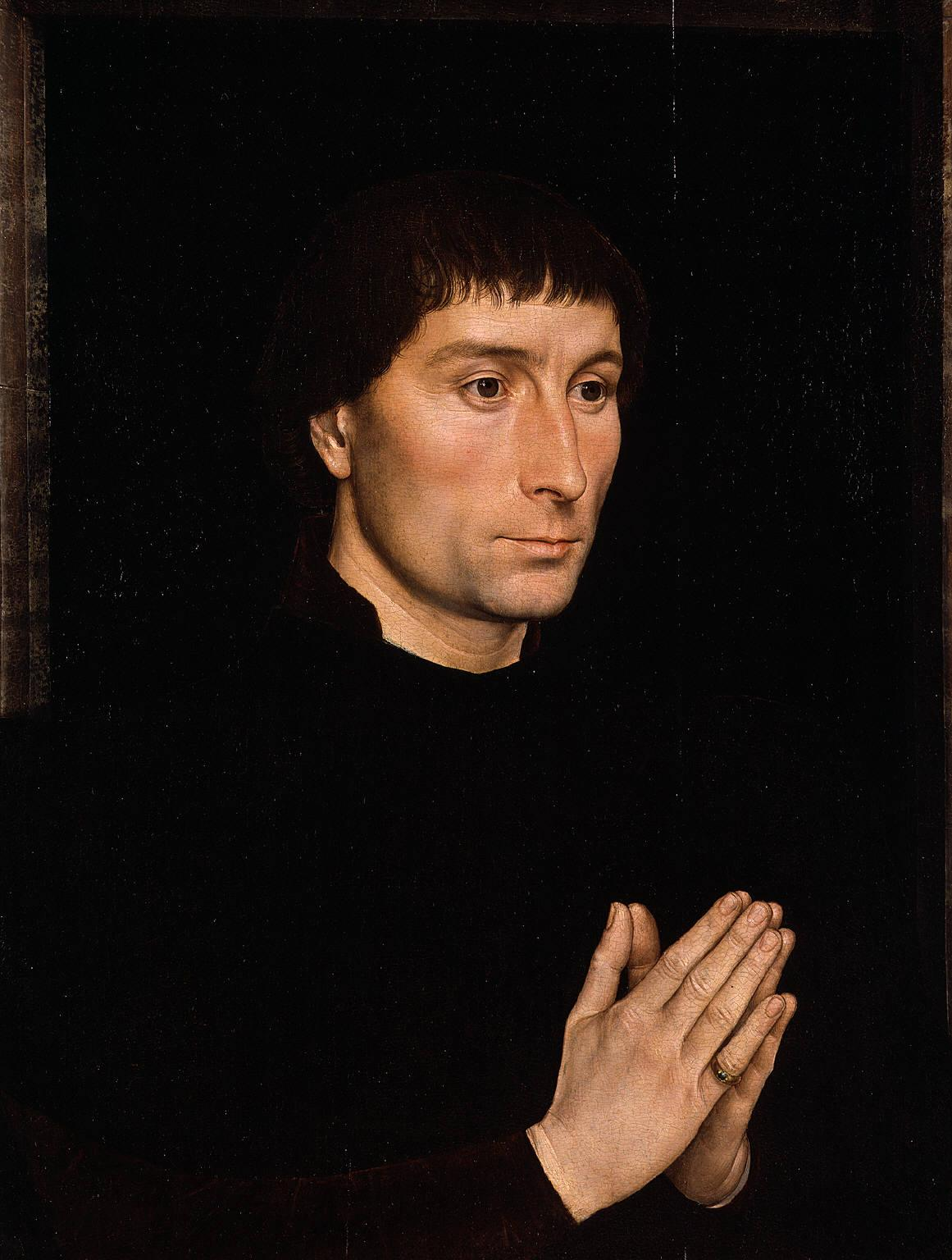
Diptyque de Tommaso Portinari et de sa femme (Portrait de Tommaso Portinari).

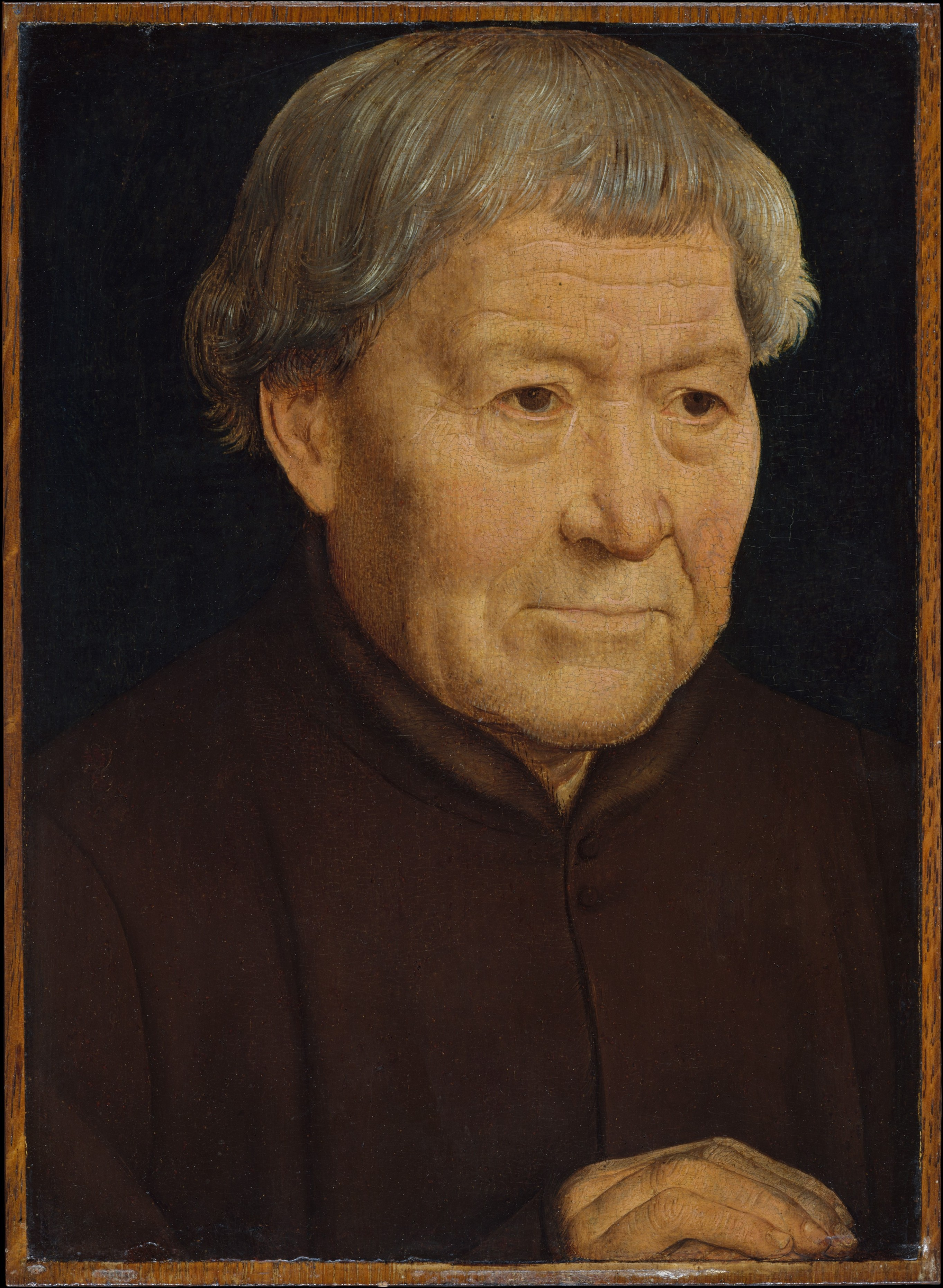
Portrait d'un homme âgé.

Plus que dans d'autres portraits de Memling, comme le portrait de Tommaso Portinari dans le Diptyque de Tommaso Portinari et de sa femme par exemple, la composition est dominée par le portraituré, dont le visage charnu, la chevelure et le torse remplissent presque toute la surface du tableau. Même les mains, jointes en un geste de prière dans l'angle inférieur gauche du tableau, ne sont pas représentées en entier. L'impression d'extrême proximité est ici particulièrement forte. Le point de vue est tellement bas que le paysage plat avec la petite église dans le lointain apparaît à peine au-dessus des épaules du personnage. Ce cadrage sans équivalent fait penser évidemment que le tableau a été coupé sur ses quatre côtés. Mais la surface peinte n'a été raccourcie que du côté droit, et le bord non peint est encore présent à droite, en haut et en bas. La disposition se rapproche donc plutôt de celle adoptée pour le Portrait d'un homme âgé.
Le caractère monumental du portrait tient principalement au modelé du visage, qui est accentué par l'éclairage venant de la droite et qui définit les volumes des traits, et par le contour de la chevelure qui se détache sur le ciel bleu. Le paysage en légère contre-plongée vient accentuer l'effet plastique. Les nuages qui s'étirent sur toute la largeur du tableau sont un ajout.

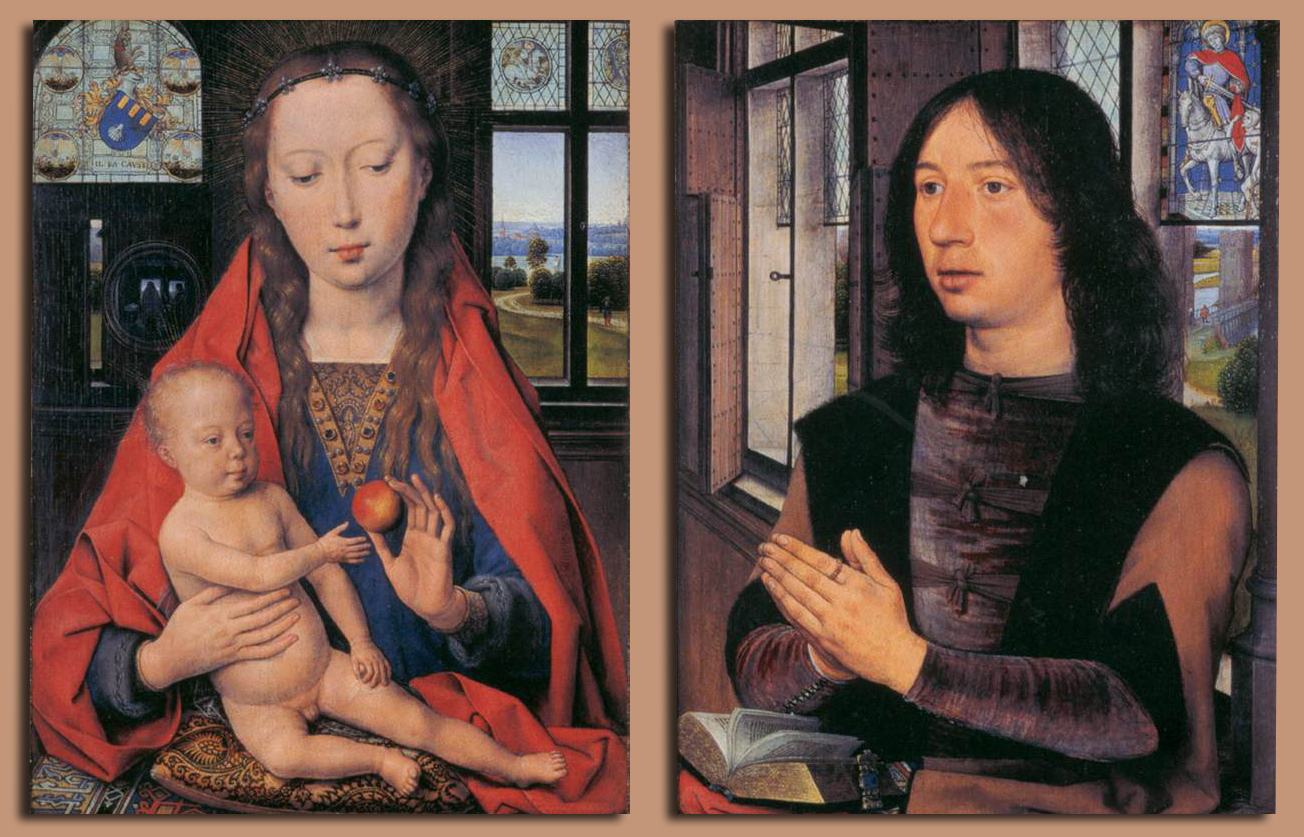
Diptyque de Maarten van Nieuwenhove.

À l'origine, le portrait était le volet droit d'un diptyque de dévotion, auquel devait correspondre un volet gauche aujourd'hui perdu avec une Vierge, comme dans le Diptyque de Maarten van Nieuwenhove. Le cadrage qui coupe les mains de l'adorateur laisse visible les deux bagues serties de pierres précieuses mises en évidence. Elles dénotent le statut social élevé de l'homme, de même que la croix à  moitié cachée ornée de perles et de pierres précieuses qui pend à une chaînette en or autour de son cou. Il est vêtu d'un manteau foncé avec un large bord d'une fourrure de lynx blanche mouchetée de brun, dont le col est asymétrique. En dessous, un pourpoint rouge et une chemise blanche. Il est clair que l'homme adresse sa prière à une figure aujourd'hui disparue, probablement une Vierge à l'Enfant.

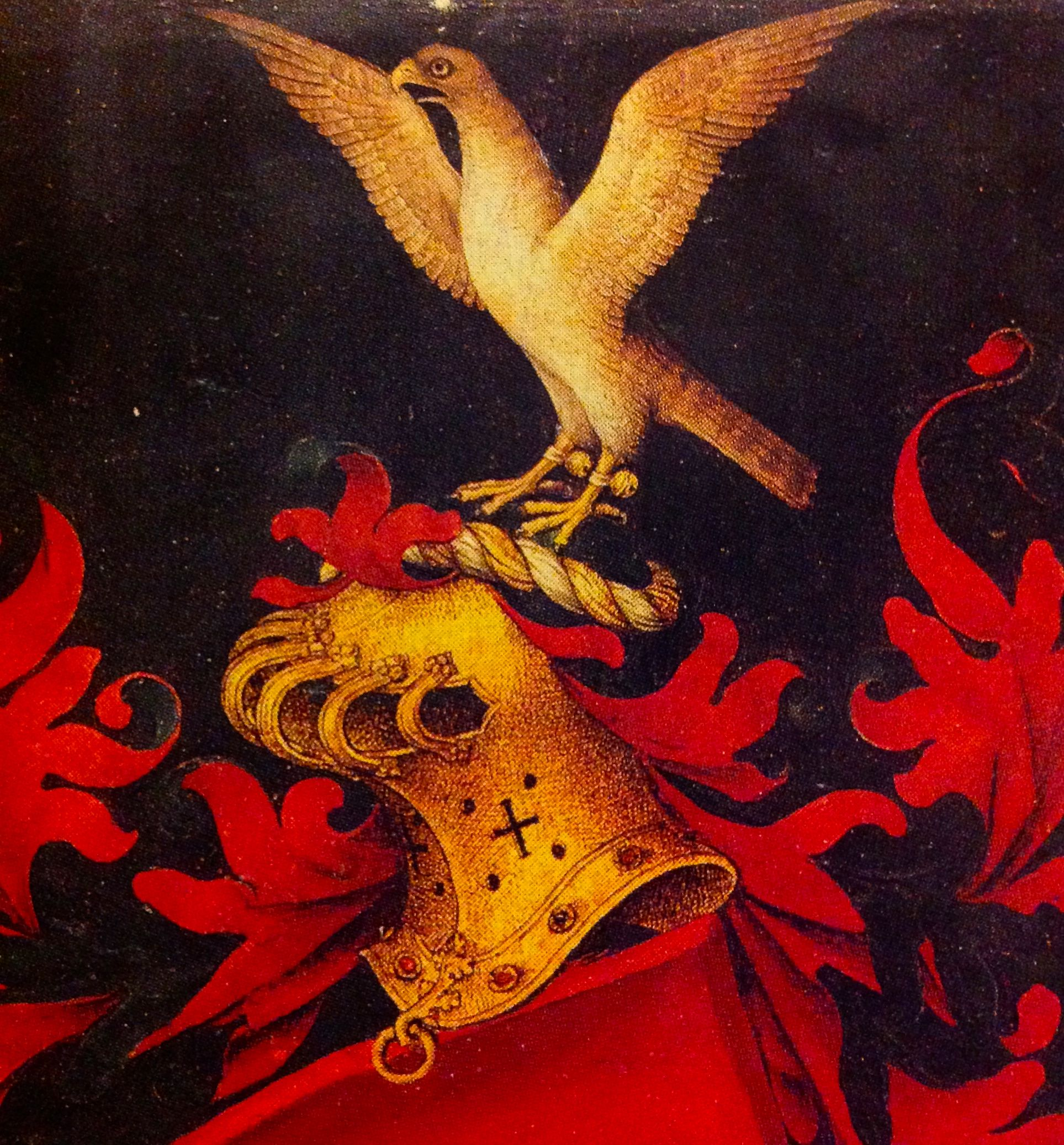
Blason sur le revers du portrait (détail).

Au revers du tableau est peint un blason qui atteste de l'origine noble du personnage. Fermé, le diptyque laissait donc apparaître ce blason. Le blason actuellement visible a été peint sur un blason plus ancien dont le relief est encore perceptible à travers le repeint. Le blason actuel est comme suit : sur un fond sombre est peint un écu surmonté d'un heaume en or, signe de noblesse. Sur ce heaume à grille est attaché, au moyen d'une bande torsadée blanc et or, un morceau d'étoffe à franges en feuille de chêne rouges stylisées. Au-dessus du casque, un faucon aux ailes déployées. Les serres du faucon sont entourées de grelots (?) d'or. 
L'attribution du blason originel à la famille Lespinette fait débat. L'Armorial de Rietstap de Rietstap décrit le blason de la famille Lespinette avec les serres du faucon entourées de sonnettes. Ces sonnettes sont, d'après De Vos, des clochettes et non pas des grelots. Aux grelots près,  le blason de la famille Lespinette est quasiment identique à celui de la famille De Visen, également originaire de la Franche-Comté. L'homme peut donc  aussi être identifié à Charles de Visen, chambellan et familier de Charles le Téméraire. C'est le point de vue adopté, avec une argumentation détaillée, par Borchert.

## Datation
La datation vers 1480 est attribuée au tableau pour des raisons stylistiques. Elle concorde avec l'identité présumée du portraituré.  La datation est étayée par un examen dendrochronologique qui situe la toute première date possible vers 1476. L'œuvre a plus probablement été peinte vers 1482. Aucun dessin sous-jacent n'a été observé lors d'une détection par réflectographie infrarouge sauf pour les mains qui se trouvaient plus à droite.
Les nuages et une partie du bleu du ciel en haut ont été ajoutés plus tard autour et entre les mèches de cheveux de la tête. Cette partie n'est manifestement pas de Memling.

## Historique
Ce tableau est acquis à la vente de la collection de Sir Andrew Fountaine, Norfolk,  en 1894, par Christie's à Londres comme œuvre d'Antonello de Messine, par la Verenigung Rembrandt, et légué à l'État des Pays-Bas en 1895. Il est identifié comme appartenant à Memling dès 1896.